# Вулиця Пономарьова (Київ)
Ву́лиця Пономарьо́ва — вулиця у Святошинському районі міста Києва. Сполучає проспект Академіка Палладіна з територією колишнього військового містечка № 136, розташованого поблизу смт Коцюбинське.

## Історія
Вулиця виникла в середині XX століття як безіменна дорога. Сучасна назва на честь будівельника Валентина Пономарьова — з 2007 року.